# Marie-France Pisier
Marie-France Pisier (Da Lat, 10 maggio 1944 – Saint-Cyr-sur-Mer, 24 aprile 2011) è stata un'attrice francese.

## Biografia
Nata a Da Lat, nell'allora Indocina francese, figlia di Georges Pisier (1910-1986), alto funzionario coloniale autoritario, e Paula Caucanas, militante femminista. Regista e sceneggiatrice, l'attrice è stata attiva al cinema, a teatro e in tv. Celebre il suo esordio sul grande schermo nel ruolo di Colette, amica di Antoine Doinel, nel cortometraggio Antoine e Colette (episodio del film L'amore a vent'anni). Venne scelta dal regista François Truffaut che cercava un contraltare ideale per Jean-Pierre Léaud: «non doveva essere una Lolita, non una piccola giovane donna». Doveva essere semplice, aver una buona cultura media. La Pisier, all'epoca, faceva parte di una compagnia teatrale. 
Diciassette anni più tardi interpretò nuovamente il personaggio di Colette nel film L'amore fugge, sempre diretto da Truffaut, con cui nel 1978 scrisse anche il soggetto e la sceneggiatura per la parte di Colette. Fece anche un'apparizione in Baci rubati (1968) e lavorò con altri grandi registi come Jacques Rivette in Céline e Julie vanno in barca (1974), Luis Buñuel in Il fantasma della libertà (1974) e André Delvaux in L'opera al nero (1988).
Il 24 aprile 2011 fu trovata morta nella sua piscina, ma le circostanze della morte non furono chiarite.

## Filmografia parziale

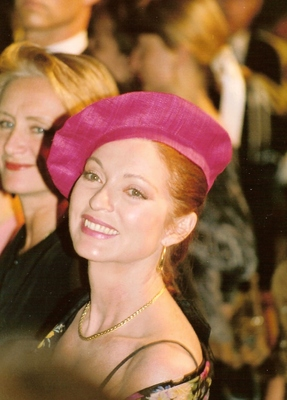
Marie-France Pisier nel 1992

- L'amore a vent'anni (L'amour à vingt ans), episodio Antoine e Colette (Antoine et Colette), regia di François Truffaut (1962)
- Le tentazioni quotidiane (Le Diable et les Dix Commandements), regia di Julien Duvivier (1962)
- Le ragazze di buona famiglia (Les Saintes-Nitouches), regia di Pierre Montazel (1963)
- Concerto per un assassino (La mort d'un tueur), regia di Robert Hossein (1964)
- Il gioco degli innamorati (Les amoureux du France), regia di Pierre Grimblat e François Reichenbach (1964)
- Nuda per un delitto (Les yeux cernés), regia di Robert Hossein (1964)
- La belva di Düsseldorf (Le vampire de Düsseldorf), regia di Robert Hossein (1965)
- Non sta bene rubare il tesoro, regia di Mario Di Nardo (1967)
- Trans-Europ-Express, regia di Alain Robbe-Grillet (1967)
- La schiuma dei giorni (L'Écume des jours), regia di Charles Belmont (1968)
- Baci rubati (Baisers volés), regia di François Truffaut (1968)
- Paulina s'en va, regia di André Téchiné (1969)
- Nous n'irons plus au bois, regia di Georges Dumoulin (1970)
- La mort d'un champion, regia di Abder Isker (1972) (TV)
- Stringimi forte, voglio la tua dolce violenza, regia di Henri Calef e João Correa (1973)
- Le journal d'un suicidé, regia di Stanislav Stanojevic (1973)
- Il fantasma della libertà (Le fantôme de la liberté), regia di Luis Buñuel (1974)
- Céline e Julie vanno in barca (Céline et Julie vont en bateau), regia di Jacques Rivette (1974)
- Souvenirs d'en France, regia di André Téchiné (1975)
- Cugino, cugina (Cousin, cousine), regia di Jean-Charles Tacchella (1975)
- Il cadavere del mio nemico (Le corps de mon ennemi), regia di Henri Verneuil (1976)
- Sérail, regia di Eduardo de Gregorio (1976)
- Barocco, regia di André Téchiné (1976)
- L'altra faccia di mezzanotte (The Other Side of Midnight), regia di Charles Jarrott (1977)
- Les apprentis sorciers, regia di Edgardo Cozarinsky (1977)
- L'amore fugge (L'amour en fuite), regia di François Truffaut (1978)
- Les Sœurs Brontë, regia di André Téchiné (1979)
- Baci da Parigi (French Postcards), regia di Willard Huyck (1979)
- La banchiera (La banquière), regia di Francis Girod (1980)
- The Hot Touch, regia di Roger Vadim (1981)
- Chanel Solitaire, regia di George Kaczender (1981)
- La donna giusta (Miss Right), regia di Paul Williams (1982)
- La montagna incantata (Der Zauberberg), regia di Hans W. Geissendörfer (1982)
- Killer boulevard (Boulevard des assassins), regia di Boramy Tioulong (1982)
- L'asso degli assi (L'as des as), regia di Gérard Oury (1982)
- L'amico di Vincent (L'ami de Vincent), regia di Pierre Granier-Deferre (1983)
- L'opera al nero (L'oeuvre au noir), regia di André Delvaux (1988)
- La nota blu (La note bleue), regia di Andrzej Żuławski (1991)
- Tutti i giorni è domenica (Tous les jours dimanche), regia di Jean-Charles Tacchella (1994)
- Perché no? (Pourquoi pas moi?), regia di Stéphane Giusti (1999)
- Il tempo ritrovato (Le temps retrouvé), regia di Raoul Ruiz (1999)
- Pardonnez-moi, regia di Maïwenn Le Besco (2006)
- Il reste du jambon?, regia di Anne Depétrini (2010)

## Riconoscimenti
- Premio César
  - 1976 – Migliore attrice non protagonista per  Cugino, cugina
  - 1977 – Migliore attrice non protagonista per Barocco